# Ali Belhaj
Ne pas confondre avec Ali Belhadj, islamiste algérien.
Pour les articles homonymes, voir Belhaj.
Ali Belhaj, de son nom complet Ali El Heddi Belhaj Bouabdallah, né le 21 novembre 1960, est un homme politique marocain. Il est président du conseil de la région de l’Oriental de 2009 à 2015 et le secrétaire-général adjoint du Parti authenticité et modernité. En 2002, Il fonde le parti Alliance des libertés, un parti fusionné au sein du Parti authenticité et modernité.

## Biographie
Après une licence en sciences économiques à Casablanca, il part aux États-Unis où il décroche un MBA de l'université de Californie du Sud. Il commence sa carrière en tant que directeur de la Compagnie financière d'investissement (CFI), société spécialisée dans la restructuration des entreprises. Il administre par la suite des sociétés diverses dans l'immobilier, et l'agriculture